# ميسانيي
ميسانيي (بالإيطالية: Mesagne)‏ هي بلدية في مقاطعة برينديزي في إقليم بوليا الإيطالي.

## السكان
في سنة 1861 بلغ عدد السكان 7٬847 نسمة، وتطور العدد ليصل في سنة 2011 لـ 27٬753 نسمة.
يظهر هذا المخطط البياني تطور النمو السكاني لـ ميسانيي

## أعلام
- فيرونيكا كالابريس
- ليوناردو بيريز
- اركيميدي موريلو
- ماتيو بوليتانو
- جيوفاني ميسي